# Edema macular
El edema macular es una enfermedad del ojo que consiste en la acumulación de líquido en la zona más sensible de la retina que se llama mácula (un área central y amarilla de la retina).
La retina es la capa más interna del ojo que tiene la propiedad de ser sensible a la luz. La mácula es la porción central y más importante de la retina, es la zona que nos permite distinguir los detalles y reconocer por ejemplo las caras de las personas.

## Causas
Las causas pueden ser muy variadas, una de las más frecuentes es la diabetes mellitus. Otras causas son:
- Degeneración macular asociada a la edad.[3]
- Membrana epirretiniana.
- El reemplazo del cristalino como tratamiento para las cataratas puede causar edema macular pseudofáquico. (' pseudofaquia ' significa 'lente de reemplazo') también conocido como síndrome de Irvine-Gass. La cirugía involucrada a veces irrita la retina (y otras partes del ojo) causando que los capilares de la retina se dilaten y pierdan líquido en la retina. Menos común hoy en día con las técnicas modernas de reemplazo de lentes.[4]
- Uveitis, que es  la inflamación de la úvea, lámina intermedia del ojo situada entre la esclerótica y la retina[5]
- Obstrucción de la vena central de la retina.
- Retinitis pigmentaria.
- Retinopatía por radiación.
- Enfermedad de Coats.
- Efecto secundario de algunos medicamentos.
- Retinitis por citomegalovirus.

## Edema macular diabético

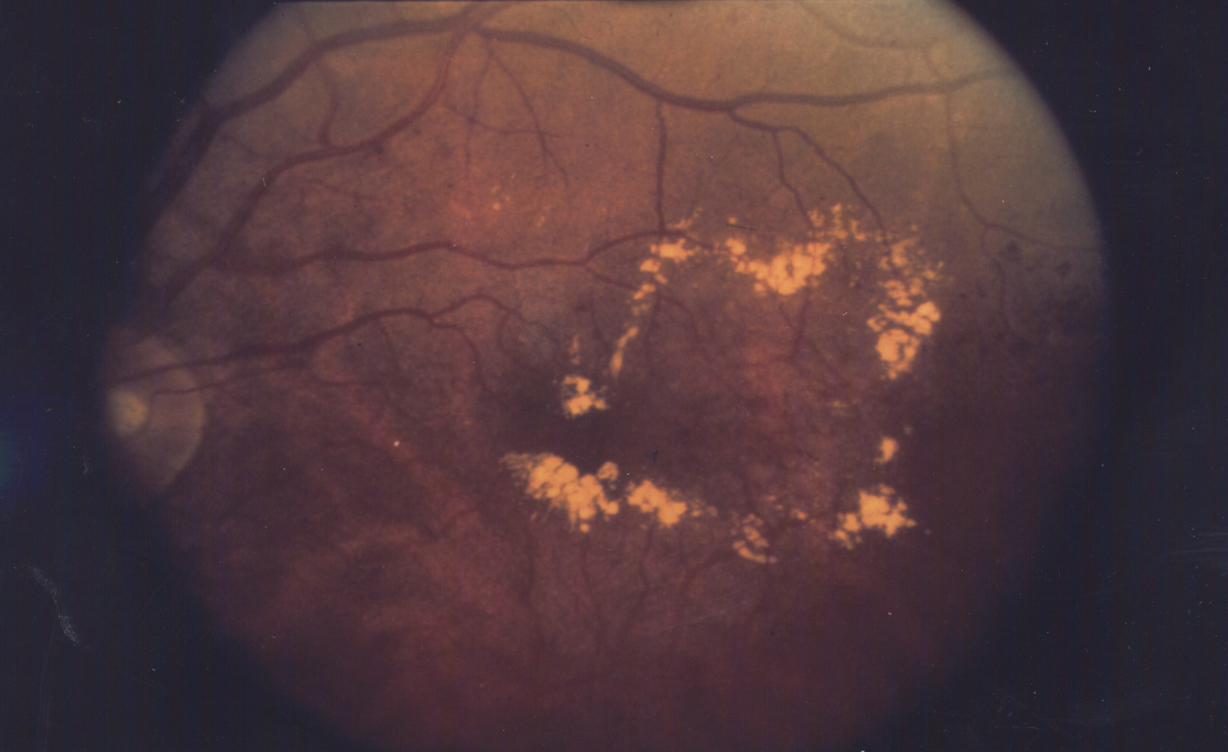
Edema macular diabético. La mácula está rodeada de un anillo de exudados duros de color amarillento.

El edema macular puede ser una complicación de la diabetes, pues en esta enfermedad se produce una alteración en los pequeños vasos sanguíneos de la retina que se hacen más permeables y dejan escapar agua y otras sustancias que tienden a acumularse de forma preferente en la zona de la mácula, interfiriendo de esta forma con la acción de las células fotorreceptoras (sensibles a la luz) que son las encargadas de transformar la luz en impulsos eléctricos que a través del nervio óptico son transportados al cerebro.
El edema macular es una de las alteraciones incluidas en la retinopatía diabética y constituye una de las principales causas de pérdida de visión de estos enfermos. Puede aparecer tanto en la fase inicial de la retinopatía diabética, que se llama retinopatía diabética no proliferativa, como en fases avanzadas, la retinopatía diabética proliferativa.
Los síntomas característicos consisten en pérdida de la visión central que a veces se manifiesta como una percepción distorsionada de las caras u otros objetos.
El diagnóstico debe realizarlo el oftalmólogo, que puede distinguir el engrosamiento de la mácula mediante técnicas especializadas; también puede sospecharse mediante la exploración con oftalmoscopio en la que se aprecia una zona de exudados amarillentos que rodean a la mácula, asemejándose a una corona (ver imagen).

## Tratamiento
El edema macular a veces ocurre durante unos días o semanas después de la cirugía de cataratas, pero la mayoría de estos casos se pueden tratar con éxito con AINE o gotas oftálmicas de cortisona. Se ha informado que el uso profiláctico de antiinflamatorios no esteroideos reduce el riesgo de edema macular hasta cierto punto. El uso de mayor frecuencia de esteroides tópicos proporciona beneficios en casos difíciles de tratar.
El edema macular diabético se puede tratar con fotocoagulación con láser, lo que reduce la posibilidad de pérdida de la visión.
En 2010, la FDA de EE. UU. Aprobó el uso de inyecciones intravítreas de Lucentis para el edema macular. 
Iluvien, un implante intravítreo de liberación sostenida desarrollado por Alimera Sciences, ha sido aprobado en Austria, Portugal y el Reino Unido para el tratamiento de la discapacidad visual asociada con el edema macular diabético crónico (EMD) que se considera que no responde suficientemente a las terapias disponibles. Se anticipan aprobaciones adicionales de países de la UE.
En 2013, Lucentis mediante inyección intravítrea fue aprobado por el Instituto Nacional de Excelencia en Salud y Atención en el Reino Unido para el tratamiento del edema macular causado por diabetes y / o oclusión de la vena retiniana.
El 29 de julio de 2014, se aprobó Eylea (aflibercept), una inyección intravítrea producida por Regeneron Pharmaceuticals Inc., para tratar el DME en los Estados Unidos.